# Liste der Orte im Kreis Galați

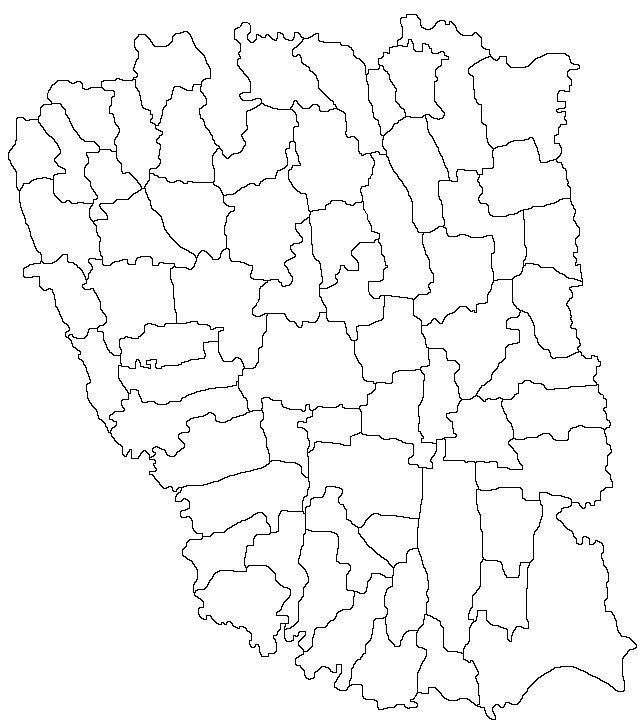
Gemeinden des Kreises Galați

Der Kreis Galați in Rumänien besteht aus offiziell 184 Ortschaften. Davon haben 4 den Status einer Stadt, 61 den einer Gemeinde. Die übrigen sind administrativ den Städten und Gemeinden zugeordnet.

## Städte
| - Berești - Galați | - Târgu Bujor | - Tecuci |

## Gemeinden
| - Bălăbănești - Bălășești - Băleni - Băneasa - Barcea - Berești-Meria - Brăhășești - Braniștea - Buciumeni - Cavadinești - Cerțești - Corni - Corod - Cosmești - Costache Negri - Cuca - Cudalbi - Cuza Vodă - Drăgănești - Drăgușeni - Fârțănești | - Foltești - Frumușița - Fundeni - Ghidigeni - Gohor - Grivița - Independența - Ivești - Jorăști - Liești - Măstăcani - Matca - Movileni - Munteni - Nămoloasa - Negrilești - Nicorești - Oancea - Pechea - Piscu | - Poiana - Priponești - Rădești - Rediu - Scânteiești - Schela - Șendreni - Slobozia Conachi - Smârdan - Smulți - Suceveni - Suhurlui - Țepu - Tudor Vladimirescu - Tulucești - Umbrărești - Valea Mărului - Vânători - Vârlezi - Vlădești |

## A
| - Adam | - Aldești |

## B
| - Balintești - Băltăreți - Blânzi | - Brănești - Braniștea (Nicorești) - Brătulești | - Bucești - Bursucani |

## C
| - Călmățui - Cărăpcești - Cârlomănești - Căuiești - Chiraftei - Ciorăști - Cișmele | - Ciurești - Ciureștii Noi - Coasta Lupei - Comănești - Condrea - Corcioveni - Cosițeni | - Cosmeștii-Vale - Costi - Cotoroaia - Crăiești - Crângeni - Cruceanu |

## D
| - Dobrinești |

## F
| - Fântânele - Fântâni - Frunzeasca | - Fundeanu - Fundenii Noi | - Furcenii Noi - Furcenii Vechi |

## G
| - Gănești - Gara Berheci - Gara Ghidigeni | - Gârbovăț - Gefu - Ghinghești | - Grozăvești - Gura Gârbovățului |

## H
| - Hănțești | - Hanu Conachi | - Huștiu |

## I
| - Ijdileni - Ionășești | - Ireasca | - Izvoarele |

## L
| - Liești (Priponești) - Lozova | - Lunca - Lungești | - Lungoci - Lupele |

## M
| - Măcișeni - Malu Alb - Mălureni | - Mândrești - Mihail Kogălniceanu | - Moscu - Movileni (Șendreni) |

## N
| - Nămoloasa-Sat - Nărtești | - Negrea | - Nicopole |

## O
| - Odaia Manolache | - Onciu |

## P
| - Piscu Corbului - Pleșa - Plevna | - Podoleni - Poșta - Priponeștii de Jos | - Prodănești - Pupezeni - Puricani |

## R
| - Rogojeni | - Roșcani |

## S
| - Salcia - Sârbi - Săseni - Satu Nou - Șerbeștii Vechi | - Siliștea - Șipote - Șivița - Slivna - Slobozia Blăneasa | - Slobozia Corni - Slobozia Oancea - Știețești - Stoicani |

## T
| - Tălpigi - Tămăoani - Tăplău - Tătarca | - Tecucelu Sec - Țepu de Sus - Țigănești | - Toflea - Torcești - Traian |

## U
| - Umbrărești (Târgu Bujor) - Umbrărești-Deal | - Ungureni | - Urlești |

## V
| - Vădeni - Vameș | - Vasile Alecsandri - Viile | - Vișina - Vizurești |

## Z
| - Zărnești | - Zimbru |